# Iressa neoleuca
Iressa neoleuca är en fjärilsart som beskrevs av Clarke 1971. Iressa neoleuca ingår i släktet Iressa och familjen fransmalar. Inga underarter finns listade i Catalogue of Life.